# Limana
Limana település Olaszországban, Veneto régióban, Belluno megyében. Lakosainak száma 5355 fő (2023. január 1.). Limana Revine Lago, Borgo Valbelluna, Belluno, Sedico és Vittorio Veneto községekkel határos.

## Népesség
A település lakossága az elmúlt években az alábbi módon változott:
| Lakosok száma | 5228 | 5335 | 5355 |
|               | 2017 | 2018 | 2023 |